# Huvudstaben
Huvudstaben (finska: Pääesikunta, kort PE) är finska försvarsmaktens generalstab.
Huvudstaben inrättades den 2 februari 1918 genom en dagorder utfärdad av den vite överbefälhavaren. Enligt förordningen om försvarsmakten av 1992 underlyder huvudstaben i militära kommandomål kommendören för försvarsmakten och i förvaltningsärenden försvarsministeriet. Den leds av chefen för huvudstaben, som tjänstgör som ställföreträdare då kommendören för försvarsmakten är förhindrad. Huvudstaben består av en personalstab, en operationsstab, en underhållsstab och en arméstab, till 1993 generalstab.